# Cuencas costeras entre río Yelcho y límite regional
Las cuencas costeras entre río Yelcho y límite regional son varias cuencas contiguas exorreicas costeras de régimen pluvial ubicadas en la Región de Los Lagos, frente la costa oriental de la isla de Chiloé que la Dirección General de Aguas reúne en el ítem 108 del inventario BNA de cuencas de Chile.

## Límites y relieve
Estas cuencas limitan al norte y al noreste con la cuenca del río Yelcho y al sur y al sureste con la cuenca del río Palena.

## Población
El sistema de información y monitoreo de biodiversidad del Ministerio del Medio Ambiente de Chile señala la siguiente distribución de la superficie de la cuenca entre las comunas (el porcentaje es de la cuenca):
| Región                                    | Provincia | Comuna  | Hectáreas   | Porcentaje |
| ----------------------------------------- | --------- | ------- | ----------- | ---------- |
| Aysén del General Carlos Ibáñez del Campo |           |         | 401,686     | 0,148%     |
|                                           | Aysén     |         | 401,686     | 0,148%     |
|                                           |           | Cisnes  | 401,686     | 0,148%     |
| Los Lagos                                 |           |         | 269.785,024 | 99,587%    |
|                                           | Palena    |         | 269.785,024 | 99,587%    |
|                                           |           | Chaitén | 269.785,024 | 99,587%    |

## Subdivisiones
La Dirección General de Aguas subdivide o reúne las cuencas de Chile acorde a las necesidades de estudio y gestión. Existen dos inventarios que han logrado ser aceptados como principales, el inventario de cuencas del Banco Nacional de Aguas (BNA) de 1978, de mayor uso, y el inventario de cuencas del Departamento de Administración de Recursos Hídricos (DARH) de 2014 de mejor cartografía que ha obligado a redefinir algunos límites, a veces con cambios mayores, pero también por algunas redefiniciones del concepto de subcuenca.
Bajo el BNA el código del ítem es 108 y con el DARH es 1009.
La subdivisión del BNA es como sigue:
| Cuenca                                                               | Subcuenca | Subsubcuenca | Aguas                                                     | Área drenaje km² | Observaciones |
| -------------------------------------------------------------------- | --------- | ------------ | --------------------------------------------------------- | ---------------- | ------------- |
| 108 Cuencas costeras entre Río Yelcho y límite regional (108) (mapa) |           |              |                                                           |                  |               |
| 108                                                                  | 1080      | 10800        | Costeras Entre Río Yelcho y Río Corcovado (Río Pavitad)   | 474              |               |
| 108                                                                  | 1081      | 10810        | Río Corcovado hasta junta Río Nevado                      | 190              |               |
| 108                                                                  | 1081      | 10811        | Río Nevado                                                | 183              |               |
| 108                                                                  | 1081      | 10812        | Río Corcovado entre Río Nevado y Río Canelo               | 262              |               |
| 108                                                                  | 1081      | 10813        | Río Corcovado Entre Arriba Río Canelo y Desembocadura     | 261              |               |
| 108                                                                  | 1082      | 10820        | Costeras entre Río Corcovado y Punta Cucagua              | 338              |               |
| 108                                                                  | 1082      | 10821        | Costeras entre Punta Cocagua y Río Tictoc                 | 196              |               |
| 108                                                                  | 1082      | 10822        | Río Tictoc                                                | 798              |               |
| 108                                                                  | 1082      | 10823        | Costeras entre Río Tictoc y Límite Región                 | 36               |               |
| total:                                                               | 3         | 9            | Región: X (100%) / Tipo: Exorreica / Desemb.: O. Pacífico | 2738             |               |

La disposición de cuencas en el inventario DARH es la siguiente:
| Código   | Nombre                                              | Código en mapa                                      | Tipología de cuenca                                 | Vertiente de cuenca                                 | Origen de cuenca                                    | Temperatura media anual (C°)                        | Temperatura máxima (C°)                             | Temperatura mínima (C°)                             | Precipitación anual (mm)                            | Número de estaciones fluviométricas                 | Número de estaciones pluviométricas                 | Área (km²)                                          |
| -------- | --------------------------------------------------- | --------------------------------------------------- | --------------------------------------------------- | --------------------------------------------------- | --------------------------------------------------- | --------------------------------------------------- | --------------------------------------------------- | --------------------------------------------------- | --------------------------------------------------- | --------------------------------------------------- | --------------------------------------------------- | --------------------------------------------------- |
| 1009     | Cuencas Costeras entre Río Yelcho y límite Regional | Cuencas Costeras entre Río Yelcho y límite Regional | Cuencas Costeras entre Río Yelcho y límite Regional | Cuencas Costeras entre Río Yelcho y límite Regional | Cuencas Costeras entre Río Yelcho y límite Regional | Cuencas Costeras entre Río Yelcho y límite Regional | Cuencas Costeras entre Río Yelcho y límite Regional | Cuencas Costeras entre Río Yelcho y límite Regional | Cuencas Costeras entre Río Yelcho y límite Regional | Cuencas Costeras entre Río Yelcho y límite Regional | Cuencas Costeras entre Río Yelcho y límite Regional | Cuencas Costeras entre Río Yelcho y límite Regional |
| 100900   | Costeras entre Río Yelcho y Río Corcovado           | 0                                                   | Exorreica                                           | Pacífico                                            | Pluvial                                             | 8.2                                                 | 17.7                                                | 0.9                                                 | 2327.1                                              | 0                                                   | 0                                                   | 433.2                                               |
| 100901   | Río Corcovado                                       | 0                                                   | Exorreica                                           | Pacífico                                            | Pluvial                                             | 8.0                                                 | 17.6                                                | 0.7                                                 | 2320.0                                              | 0                                                   | 0                                                   | 499.8                                               |
| 10090100 | Río Nevado                                          | 41                                                  | Exorreica                                           | Pacífico                                            | Pluvial                                             | 6.3                                                 | 16.3                                                | -1.3                                                | 2036.7                                              | 0                                                   | 0                                                   | 207.0                                               |
| 10090101 | Laguna Cesar                                        | 42                                                  | Exorreica                                           | Pacífico                                            | Pluvial                                             | 8.4                                                 | 18.0                                                | 1.0                                                 | 2325.3                                              | 0                                                   | 0                                                   | 102.8                                               |
| 10090102 | Quebrada sin nombre hacia Río Corcovado             | 43                                                  | Exorreica                                           | Pacífico                                            | Pluvial                                             | 8.5                                                 | 17.6                                                | 1.4                                                 | 2419.4                                              | 0                                                   | 0                                                   | 103.5                                               |
| 100902   | Costeras entre Río Corcovado y Punta Cucagua        | 0                                                   | Exorreica                                           | Pacífico                                            | Pluvial                                             | 9.6                                                 | 18.4                                                | 2.8                                                 | 2557.4                                              | 0                                                   | 0                                                   | 320.7                                               |
| 100903   | Costeras entre Punta Cocagua y Río Tictoc           | 0                                                   | Exorreica                                           | Pacífico                                            | Pluvial                                             | 8.5                                                 | 17.4                                                | 1.5                                                 | 2478.8                                              | 0                                                   | 0                                                   | 209.4                                               |
| 100904   | Río Tictoc                                          | 0                                                   | Exorreica                                           | Pacífico                                            | Pluvial                                             | 7.3                                                 | 16.8                                                | -0.1                                                | 2248.2                                              | 0                                                   | 0                                                   | 799.7                                               |
| 100905   | Costeras entre Río Tictoc y límite Region           | 0                                                   | Exorreica                                           | Pacífico                                            | Pluvial                                             | 8.3                                                 | 17.1                                                | 1.4                                                 | 2568.8                                              | 0                                                   | 0                                                   | 37.8                                                |

## Hidrología

### Red hidrográfica
Los cuerpos de agua considerados en esta categoría son:

### Caudales y régimen
El inventario DARH declara todos los cuerpos de agua de régimen pluvial.

### Humedales
El Ministerio del Medio Ambiente no tiene humedales reconocidos de tipo alguno en el ítem.

### Glaciares
El inventario público de glaciares de Chile 2022 contabiliza en el ítem 230 glacieares que cubren 91,05 km² y se estima que almacenan 3,06 km³ de agua.

## Clima

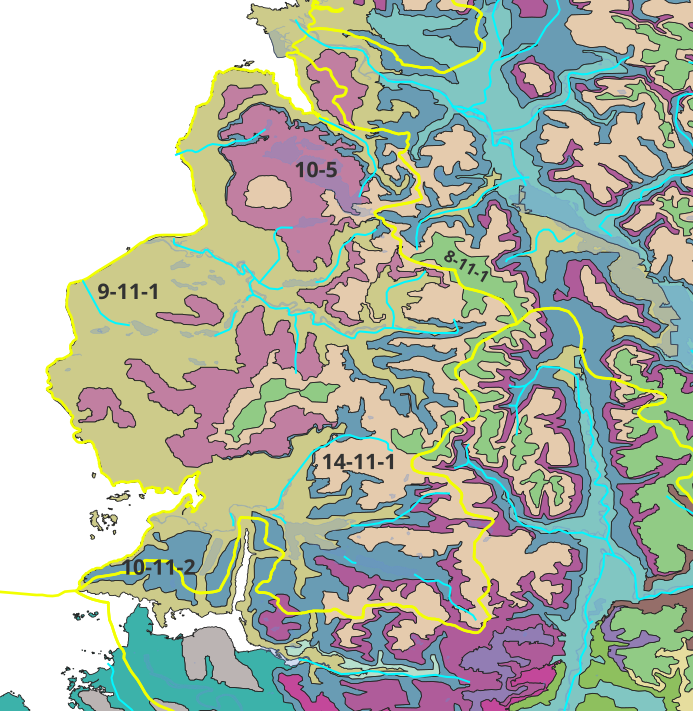
Distritos agroclimáticos en el ítem 108 del inventario de cuencas BNA de Chile según el Atlas climático de Chile. Las líneas amarillas son los límites de los ítems o cuencas.

El Atlas agroclimático de Chile distingue 5 distritos climáticos en la cuenca:
- 8-11-1 Clima de Tundra (ET). La temperatura oscila entre un máximo de enero de 14,3 °C (máx de 19,3 °C y mín de 8,2 °C dentro del distrito) y un mínimo de Julio de -3,2 °C (máx de 0,3 °C y mín de -5,1 °C dentro del distrito). Tiene un promedio de 0 días consecutivos libres de heladas. En el año se registra un promedio de 291 heladas. El período de temperaturas favorables a la actividad vegetativa dura 0 meses. Registra anualmente 130 días grado y 1.800 horas de frío acumuladas hasta el 31 de Julio. La precipitación media anual es de 3.114 mm y un período seco de 0 meses, con un déficit hídrico de 127 mm/año. El período húmedo dura 9 meses durante los cuales se produce un excedente hídrico de 2.251 mm.
- 9-11-1 Templado cálido mesotermal con régimen de humedad hídrico (Cfb1Hi). La temperatura oscila entre un máximo de enero de 19,6 °C (máx de 22,4 °C y mín de 13,8 °C dentro del distrito) y un mínimo de julio de 1,7 °C (máx de 2,8 °C y mín de 0,9 °C dentro del distrito). Tiene un promedio de 137 días consecutivos libres de heladas. En el año se registra un promedio de 57 heladas. El periodo de temperaturas favorables a la actividad vegetativa dura 5 meses. Registra anualmente 517 días grado y 1.665 horas de frio acumuladas hasta el 31 de Julio. La precipitación media anual es de 3.223 mm y un periodo seco de 0 meses, con un déficit hídrico de 0 mm/año. El período húmedo dura 12 meses durante los cuales se produce un excedente hídrico de 2.376 mm.
- 10-5 Templado frío con régimen de humedad Hídrico (CfcHi). La temperatura oscila entre un máximo de enero de 17 °C y un mínimo de julio de 2,1 °C. Tiene un promedio de 61 días consecutivos libres de heladas. En el año se registra un promedio de 65 heladas. El período de temperaturas favorables a la actividad vegetativa dura 3 meses. Registra anualmente 275 días grado y 1.832 horas de frio acumuladas hasta el 31 de Julio. La precipitación media anual es de 3.686 mm y un período seco de 0 meses, con un déficit hídrico de 0 mm/año. El período húmedo dura 12 meses durante los cuales se produce un excedente hídrico de 2.983 mm.
- 10-11-2 Templado frío con régimen de humedad Hídrico (CfcHi). La temperatura oscila entre un máximo de enero de 18,1 °C y un mínimo de julio de 1,6 °C. Tiene un promedio de 84 días consecutivos libres de heladas. En el año se registra un promedio de 72 heladas. El período de temperaturas favorables a la actividad vegetativa dura 3 meses. Registra anualmente 334 días grado y 1.794 horas de frio acumuladas hasta el 31 de Julio. La precipitación media anual es de 3.020 mm y un período seco de 0 meses, con un déficit hídrico de 0 mm/año. El período húmedo dura 12 meses durante los cuales se produce un excedente hídrico de 2.245 mm.
- 14-11-1 Tundra (ET). La temperatura oscila entre un máximo de enero de 13,6 °C y un mínimo de julio de -1,1 °C. Tiene un promedio de 0 días consecutivos libres de heladas. En el año se registra un promedio de 166 heladas. El período de temperaturas favorables a la actividad vegetativa dura 0 meses. Registra anualmente 116 días grado y 1.800 horas de frio acumuladas hasta el 31 de Julio. La precipitación media anual es de 3.488 mm y un período seco de 0 meses, con un déficit hídrico de 0 mm/año. El período húmedo dura 12 meses durante los cuales se produce un excedente hídrico de 2.704 mm.

Diagrama Walter Lieth para la ciudad de Chaitén, en el extremo norte del ítem 108.

Los diagramas Walter Lieth muestran con un área azul los periodos en que las precipitaciones sobrepasan la cantidad de agua que el calor del sol evapora en el mismo lapso de tiempo, (un promedio de 10 °C mensuales evaporan 20 mm de agua caída) dejando un clima húmedo. Por el contrario, las zonas amarillas indican que durante ese tiempo el agua caída puede ser evaporada por el calor del sol. El área gris señala meses muy húmedos.

## Áreas bajo protección oficial y conservación de la biodiversidad
El Ministerio del Medio Ambiente consigna el parque nacional Corcovado como el único espacio protegido en el ítem, aunque cubre al ítem en casi un 100%.